# Milo Manara
Maurilio Manara, detto Milo (Luson, 12 settembre 1945), è un fumettista italiano, conosciuto per il fascino sensuale delle sue tavole.

## Carriera

### Le prime collaborazioni

Firma di Milo Manara

Quarto di sei fratelli, è nato a Luson, in Alto Adige, ma ha vissuto sin dalla giovinezza a Verona (tuttora risiede a Sant'Ambrogio di Valpolicella). Studia presso il liceo artistico di Verona, successivamente si iscrive alla facoltà di Architettura di Venezia senza conseguire però la laurea. Più tardi si accosta alla pittura per poi abbandonarla in maniera polemica.
Sul finire degli anni sessanta, Manara si ritrova a cercare lavoro come fumettista fra gli editori di Milano, con scarso successo data la poca propensione degli editori ad affidare un lavoro ad artisti senza passate esperienze lavorative. Questa fase di stallo viene risolta grazie all'intervento dell'amico Mario Gomboli che lo indirizza verso l'editore Furio Viano per cui realizzerà il suo primo lavoro nel 1969. Manara debutta quindi con il fumetto come autore di storie erotico-poliziesche della collana Genius, uno dei tanti fumetti neri nati come emuli di Diabolik. Genius ha però la curiosa caratteristica di essere nato come fotoromanzo, quindi con veri attori, per poi passare all'essere un fumetto per poter risparmiare sui costi di realizzazione.

### Anni settanta
I suoi lavori per Genius sono notati dall'editore Renzo Barbieri (proprietario insieme a Giorgio Cavedon della casa editrice ErreGi, nota per i suoi fumetti erotici) che lo chiama a collaborare per la sua casa editrice realizzando alcune storie libere prima di giungere a Jolanda de Almaviva con cui l'autore prosegue il filone erotico-sexy; tutto questo avviene in un periodo in cui i fumetti sono realizzati in grandi quantità con ritmi serrati e pertanto è necessario bilanciare la qualità del disegno con la rapidità di realizzazione, spesso facendo pressione sugli artisti. Le avventure di Jolanda de Almaviva, graficamente ispirata a Senta Berger, sono pubblicate su albi distribuiti in edicola dall'ottobre del 1970 all'agosto del 1974 e narrano esotiche storie avventuroso-erotiche di pirati e filibustieri. I testi sono di Roberto Renzi e Gaburro & Gramegna che prendono spunto dal personaggio di Jolanda, la figlia del Corsaro Nero ideata da Emilio Salgari. L'arrivo di Manara alla realizzazione del personaggio salva la testata, che navigava in cattive acque, dalla chiusura.
Dopo alcuni lavori realizzati per il mondo dei giovanissimi (Corriere dei ragazzi, 1974) Manara inizia prestigiose collaborazioni, come quella particolare con il giornalista Mino Milani. La prima storia disegnata da Manara per il Corriere dei ragazzi è La rivincita della Morte scritta da Andrea Mantelli, episodio che fa parte del cosiddetto filone dei "fumetti di cronaca", ovvero fumetti giornalistici che si muovevano fra storia e attualità con diverse serie (Fumetto verità, Il gioco del destino, Il fumetto della realtà e altri). Manara realizza varie storie brevi per queste serie e, su sceneggiatura di Milani, disegna alcuni degli episodi della serie a fumetti Dal nostro inviato nel tempo Mino Milani e la storia autoconclusiva Quella notte del 1580, quest'ultima incentrata sulle vicende del soldato veneziano Gerolamo Polidori. Gli ottimi risultati ottenuti da Manara nella creazione di queste opere lo faranno selezionare come illustratore di una nuova serie ideata sempre da Milani, La parola alla giuria, della quale Manara curerà i disegni di tutti gli episodi pubblicati fra il 1975 ed il 1976. Si tratta di un fumetto in cui vengono presentati importanti fatti storici (talvolta anche fatti letterari) sotto forma di processo ad alcuni grandi personaggi responsabili di controverse vicende, portati davanti a giudice e giuria per esporre i fatti con chiarezza. Fra le grandi personalità che costituiscono gli imputati di tali processi troviamo il generale Custer, Nerone, Robespierre, Elena di Troia, Alfred Nobel, Robert Oppenheimer, Attila o Isoroku Yamamoto; in queste storie Milani lascia una discreta libertà a Manara sulle inquadrature e la caratterizzazione dei personaggi. Manara collabora per un breve periodo anche con il successivo Corrier Boy, per cui disegna il personaggio di Chris Lean, protagonista di un fumetto poliziesco con le fattezze di James Dean, su testi di D'Argenzio.
Sul versante satirico, risale a metà anni settanta la realizzazione, con Silverio Pisu, della rivista Telerompo. La collaborazione fra i due autori dà vita in questo caso a Lo scimmiotto: si tratta del recupero e della rivisitazione di un importante personaggio della letteratura fantastica cinese, lo scimmiotto Sun Wu-Kung, completamente riletto e adattato per costruire una chiara metafora di Mao Zedong e del popolo cinese, rielaborando e filtrando il clima di quegli anni e i sentimenti del 1968. In quest'opera Manara trova modo di ricominciare a disegnare le sue affascinanti figure femminili, questa volta nel contesto di un'avventura impegnata politicamente e socialmente, nonché impregnata di un profondo e dissacrante umorismo. L'importanza di questa opera è evidente anche nella collocazione che la stessa trova in rivista, infatti Lo scimmiotto è ospitato, a partire dal gennaio 1976, su alterlinus, rivista supplemento del mensile linus. La stessa coppia Manara-Pisu darà poi vita a una nuova affascinante avventura: Alessio il borghese rivoluzionario, via di mezzo fra disegno e racconto illustrato che sembra voler proseguire il filone iniziato con Lo scimmiotto. Questo racconto viene pubblicato su alteralter (nuovo nome assunto dalla rivista alterlinus) a partire dal novembre 1977. In questo caso i ruoli di scrittore e disegnatore risultano decisamente staccati in quanto il testo è separato e incolonnato distintamente rispetto ai disegni, consentendo ai due autori di esprimersi liberamente senza che l'interpretazione di uno sia costretta o falsata da quella dell'altro autore.
In questi anni la sua fama travalica i confini italiani. Fra il 1976 ed il 1978 pubblica per l'editore francese Larousse una Storia di Francia a fumetti, La scoperta del mondo e La Cina. A partire dal 1978 si trova a collaborare anche con la storica rivista francese A suivre (all'epoca appena fondata) edita da Casterman, per cui fa nascere il suo alter ego fumettistico Giuseppe Bergman, chiara rappresentazione dell'autore: per A suivre realizza infatti l'opera H.P. e Giuseppe Bergman, dove H.P. sta per Hugo Pratt, maestro da sempre rispettato da Manara nonché fonte di preziosi consigli per la sua attività di fumettista. Proprio in quanto alter ego fumettistico di Manara, il personaggio di Giuseppe Bergman tornerà spesso nelle sue avventure visitando alcuni dei luoghi più affascinanti del mondo.
In Italia, dal 1975 al 1978 realizza per l'editrice Publistrip le copertine dei primi 70 numeri del fumetto erotico Il montatore le fattezze del cui protagonista erano ispirate all'attore Lando Buzzanca. Nel 1978 disegna un volume della collana Un uomo un'avventura (edita dalla Cepim, ora Sergio Bonelli Editore) intitolato L'uomo delle nevi, racconto fantastico scritto da Alfredo Castelli (creatore di Martin Mystère) che narra gli imprevedibili esiti di una spedizione sull'Himalaya alla ricerca dello yeti. Ne L'uomo delle nevi sembra che Manara, anche grazie ad alcuni consigli di Pratt, trovi un suo equilibrio nella costruzione della tavola, assente nelle opere precedenti che cercavano di sperimentare costruzioni personali, ma non sempre perfettamente riuscite. Dalla fine degli anni '70 collabora inoltre con la Storia d'Italia a fumetti di Enzo Biagi edita da Mondadori.

### Anni ottanta
Il personaggio di Giuseppe Bergman riappare in Un autore in cerca di sei personaggi del 1980, e poi in Dies irae del 1982: queste storie che sono identificate come Le avventure africane di Giuseppe Bergman, spesso sono pubblicate come un'unica lunga storia e sono considerate fra i migliori lavori dell'autore.Nel 1981 vede la luce L'uomo di carta (anche noto col titolo alternativo di Quattro dita) un'avventura scritta e disegnata da Manara in stile western realizzato su richiesta dell'editore francese Dargaud. In Italia il fumetto è ospitato dalla neonata rivista Pilot. Manara si allontana dallo sperimentalismo per narrare una storia ricca di umorismo, per di più parteggiando per gli indiani, cosa molto inusuale al tempo. L'erotismo è appena accennato nel complesso personaggio della nativa americana Coniglia Bianca. Nel 1982 Manara si trova a collaborare anche con la rivista per adulti Playmen, della Tattilo editrice, che gli commissiona un fumetto erotico (il nome di Manara viene fatto ai curatori della rivista dal giornalista televisivo Vincenzo Mollica). Manara è così libero di dare pieno sfoggio a un erotismo trasgressivo e non vincolato. Nasce la sua opera più nota e venduta, Il gioco, in cui Manara si diverte a smascherare ipocrisie borghesi narrando la storia di Claudia Cristiani, una stupenda donna dell'alta società che si ritrova completamente disinibita e succube di inarrestabili impulsi sessuali a causa di una misteriosa scatola che ne libera gli istinti inconsci. Il grande successo di quest'opera ha spinto Manara a realizzare ben tre seguiti, pure venati da temi di critica sociale o attualità nel contesto delle vicende, dallo sfruttamento dell'Amazzonia e dei popoli diseredati alla corruzione politica ed al marcio che alberga nei luoghi di potere. Il gioco 2 appare nel 1991 sulle pagine della rivista Totem e utilizza il personaggio di Miele, ideato per il fumetto Il profumo dell'invisibile (1986) e poi utilizzato nelle storie brevi Candid Camera (1988); nel 1993 è la volta de Il gioco 3 mentre il quarto episodio, Il gioco 4 del 2001, per ammissione dello stesso Manara, non ha la stessa ironia e leggerezza degli altri, è più sporco nel segno e più cupo nel tema trattato, fra intrighi politici, corruzione e multinazionali. Il successo di Manara come fumettista erotico sarà sancito in Italia a partire dal 1984, quando la casa editrice Edizioni Nuova Frontiera raccoglierà gli episodi pubblicati su Playmen e stamperà Il gioco in un volume che sarà fruibile dalla gran massa dei lettori. Questa avventura avrà un successo anche internazionale che segnerà la carriera di Manara e lo consegnerà alla storia del fumetto, non solo italiano appunto, con l'etichetta di "maestro dell'eros". Il gioco avrà numerose ristampe e da esso verrà tratto anche un film intitolato Le déclic diretto dal regista Jean-Louis Richard e interpretato dall'attrice Florence Guérin.

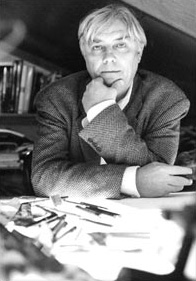
Un ritratto di Milo Manara

A partire dall'ottobre del 1983, su testi di Hugo Pratt ispirati dal romanzo La lettera scarlatta di Nathaniel Hawthorne, Manara disegna Tutto ricominciò con un'estate indiana sulla rivista Corto Maltese: il fumetto è considerato uno dei massimi capolavori dei due artisti e una delle più belle opere del fumetto italiano.
Nel 1986, sulla rivista Totem, Manara inizia la pubblicazione de Il profumo dell'invisibile che sancirà il successo della seducente protagonista Miele. Con Pedro Almodóvar ha collaborato per Le feu aux entrailles (Parigi, 1993).
Numerose sono le storie brevi realizzate da Manara, soprattutto nei primi anni della sua carriera e nelle quali l'autore talvolta raggiunge un ottimo equilibrio con risultati decisamente pregevoli, mentre altre volte si adagia su storie più banali e meno significative. Oltre alla già citata serie di storie Candid Camera (pubblicate sul supplemento L'Espresso Più de L'Espresso e poi su Comic Art e datate 1988) con protagonista sempre l'affascinante Miele, numerose storie varianti nei temi e nello stile, da quelle più apertamente erotiche come la maliziosa Il diario di Sandra F., in cui Manara mette in immagini le lettere di una sua affezionata lettrice a storie che privilegiano l'aspetto narrativo come la storia fantascientifica Fone o l'omaggio a Pratt avuto con Dedicato a Corto Maltese (in cui si comprende quanto Manara conosca a fondo il lavoro di Pratt e abbia assimilato i personaggi di Corto Maltese). Queste storie brevi sono pubblicate nel corso degli anni su numerose riviste ed affrontano i temi più disparati, dall'invadenza della pubblicità ai tristi retroscena dei concorsi di bellezza, dagli snuff movie all'inquisizione, approfittando spesso dell'occasione per omaggiare autori o opere amate dall'autore (dal Fellini di Reclame, al Picasso di Periodo Blu, dal Borges del già citato Fone, al Mors tua vita mea dedicato al pittore Paolo Veronese). E nell'elenco delle storie brevi realizzate da Manara non manca nemmeno la lasciva Salomé. Le storie sono realizzate per varie riviste nel corso degli anni, da Orient Express (Acherontia Atropos, sul tema degli snuff movie, pubblicata sul primo numero della rivista nel giugno 1982) a Frigidaire (L'ultimo tragico giorno di Gori Bau e Callipigia Sister, visionaria rappresentazione di una discesa all'inferno e pubblicato su Frigidare n. 25 del dicembre 1982).
A partire dal mese di luglio del 1989 Corto Maltese pubblica il fumetto Viaggio a Tulum, da un soggetto di Federico Fellini per un film poi non girato.
Su Il Grifo Manara pubblica anche Il viaggio di G. Mastorna, detto Fernet sceneggiato da Federico Fellini. Per Il Grifo Manara collabora con numerosi disegni sparsi, con due inserti Vietato ai minori è l'autore delle copertine dei numeri 1, 3, 8, 11, 15, 22, 24, 26, 30, 34, 35 e 36 (l'ultimo numero).
Con l'espandersi della comunicazione multimediale, la sua attività si è diversificata orientandosi anche verso la realizzazione di vignette e illustrazioni per campagne pubblicitarie e contributi per Internet.
Nel 1987 è la volta di Sognare forse…, fumetto che ci ripresenta il personaggio di Giuseppe Bergman impegnato in quelle che sono le sue avventure orientali. Il fumetto è ambientato in luoghi realmente visitati da Manara in viaggio e da lui fotografati. Alla prima apparizione del fumetto sulle pagine della rivista Corto Maltese si sono potute osservare alcune delle foto che fanno da palcoscenico alle avventure dei personaggi. L'idea di un viaggio in India da utilizzare per trovare spunti e idee per una nuova storia a fumetti da pubblicare sulla rivista Corto Maltese è venuta al direttore della rivista ovvero Fulvia Serra. Manara parte insieme a Franco Mescola, i due non riusciranno a seguire l'intero percorso voluto e il racconto finale sarà differente rispetto a quelle che erano le ipotesi iniziali, ma si tratta a ogni modo di un'avventura ricca e affascinante che gioca su più piani temporali e ambientazioni e ricostruisce con sapienza luoghi e atmosfere di paesi sconosciuti.
Nel 1989 disegna la copertina del disco Stella dissidente di Enzo Avitabile.

### Anni novanta
Dalla fine degli anni ottanta e novanta collabora con la rivista satirica Verona infedele insieme alla sorella Nives.
Nel 1991, sulle pagine della rivista Il Grifo, rinasce la storica collaborazione di Manara con Pratt per una nuova avventura di respiro storico-avventuroso. Ambientata ai primi del '900 in Argentina questa nuova avventura si intitola El Gaucho. La storia narra le vicende di una flotta di soldati inglesi di stanza a Buenos Aires e di una nave bordello ricca di ragazze destinate a divertire gli ufficiali. La protagonista femminile del fumetto, Molly Malone, è plasmata sulle fattezze di Nancy Brilli. Il giovane tamburino Tom Browne si innamora perdutamente di Molly, e questo contrastato amore si situa sullo sfondo dello scontro di civiltà che interessa l'Argentina al tempo delle invasioni inglesi. La pubblicazione di El Gaucho su Il Grifo prosegue fino al 1994 con una vita editoriale travagliata a causa delle frequenti assenze del fumetto sulle pagine della rivista.
Infine nel 1996 la realizzazione del primo CD-ROM su una sua storia, Gulliveriana, fumetto datato 1995, nasce a puntate per essere ospitato sui primi numeri della rivista di viaggi Gulliver. Il fumetto prende ispirazione dal capolavoro di Jonathan Swift I viaggi di Gulliver, ma l'affascinante protagonista destinata a vivere le incredibili avventure descritte nel romanzo diventa una bellissima ragazza (con inevitabili variazioni erotiche). I viaggi di Gulliver sono un testo che ben si presta a riduzioni fumettistiche, e un suo adattamento a fumetti da un altro importante autore erotico italiano si è già avuto con I viaggi di Bianca di Guido Crepax, in cui le vicende erano riproposte in chiave fantascientifica oltre che erotica.
Con Appuntamento Fatale, conosciuto anche come Ballata in Si Bemolle, realizzato nel 1997, Manara continua ad utilizzare l'erotismo come marchio di fabbrica ma rinuncia al sesso gioioso e solare che ha portato al successo delle sue opere. La storia infatti narra una cupa vicenda di usura e le numerose scene erotiche, tutt'altro che piacevoli, rappresentano numerose situazioni di violenza e di sopruso. Sebbene Manara inserisca spesso dei temi sociali nei suoi fumetti, con risultati più o meno felici a seconda dei casi, il tema e l'ambientazione di questa storia l'hanno resa una delle meno apprezzate dai fan dell'artista, che non hanno condiviso l'assenza dell'erotismo leggero presente in altre sue opere.
È seguito nel 1997 da Il gioco del Kamasutra. Si tratta di una serie di illustrazioni realizzate nel 1998 per un CD-ROM multimediale, una specie di gioco che si sviluppa e prosegue in base alle scelte dell'utente.
Nel 1999 Manara adatta liberamente L'asino d'oro di Lucio Apuleio rielaborandolo facendo tesoro delle invenzioni visive e delle intuizioni del Satyricon di Fellini, in seguito ad una proposta ricevuta dalla casa editrice francese Humanoïdes Associés (l'editore della rivista Métal Hurlant).
Sempre nel 1999 Manara torna anche ad occuparsi del suo Giuseppe Bergman proponendone una nuova avventura, A riveder le stelle. Il titolo richiama chiaramente La Divina Commedia di Dante Alighieri mentre la storia, illustrata con la tecnica dell'acquatinta, cerca di ripercorrere una sorta di storia dell'arte in una continua citazione di dipinti celebri. A riveder le stelle fa parte di quelle che sono conosciute come Le avventure metropolitane di Giuseppe Bergman e che comprendono anche L'Odissea di Bergman del 2004.

### Anni duemila
All'inizio del XXI secolo realizza Tre ragazze nella rete, in cui affronta l'attualità di internet e delle webcam erotiche popolate di graziose ragazze discretamente disinibite.
Manara continua a trattare storie che abbiano anche dei contenuti di critica sociale. Con Rivoluzione, realizzato nel 2000, Manara affronta il problema dell'invadenza e delle capacità manipolatrici della televisione. Il tema trattato è una specie di nuova Rivoluzione francese, questa volta rivolta contro la televisione e le subdole persone che la manipolano.
Fuga da Piranesi, datato 2002, riporta invece l'autore alla fantascienza, tema poco trattato nella sua vasta opera (escludendo il racconto breve Fone). Ancora una volta l'autore tenta di parlare della manipolazione degli individui da parte di una società corrotta, ed infatti nelle ultime opere l'aspetto di attualità e di denuncia della corruzione politica e della manipolazione dei media, presente nelle sue opere, diventa più esplicito e meno sotterraneo. Chiaramente l'aspetto erotico continua ad avere un ruolo di rilievo, anche quando si innesta su trame che hanno come fine una palese critica sociale.
Del 2002 è Il pittore e la modella, non un vero e proprio fumetto bensì una sorta di personale viaggio nella storia dell'arte nel corso dei secoli fatto da Manara concentrandosi sul rapporto pittore-modella ed osservando gli eventi ponendo particolare attenzione alle modelle ritratte in quadri famosi ed al loro rapporto con i pittori che le ritraevano. Si tratta quindi di una serie d'illustrazioni con testo a fronte che ci guida nella storia dell'arte.
Nello stesso periodo inizia una collaborazione con la DC Comics per la sua sotto-etichetta Vertigo, realizzando la storia di Desiderio per il progetto The Sandman: Endless Nights di Neil Gaiman in cui sono presenti 7 storie realizzate da 7 grandi artisti (fra gli altri Miguelanxo Prado e Bill Sienkiewicz) dedicate a uno degli Eterni: Morte, Desiderio, Delirio, Sogno, Disperazione, Distruzione e Destino, personaggi della nota serie a fumetti di Gaiman, Sandman.
Nel 2004 dopo la precedente avventura ispirata a Dante, torna Giuseppe Bergman nelle sue Avventure metropolitane, qui l'autore si ispira ad un'altra delle sue opere letterarie preferite e realizza L'Odissea di Bergman, in cui ripercorre alcuni momenti del capolavoro di Omero, chiaramente riletti in modo personale, non disdegnando di porre all'interno della narrazione le consuete divagazioni erotiche. L'Odissea di Bergman rappresenta la sesta, e ad oggi l'ultima, avventura di Giuseppe Bergman realizzata da Manara.
Ha inizio sempre nel 2004 un'altra importante collaborazione di Manara con un nuovo maestro del fumetto come sceneggiatore ovvero Alejandro Jodorowsky e l'opera che nasce da questa collaborazione è l'epopea de I Borgia, in cui viene narrata la loro ascesa al potere, le vicende storiche, le perversioni e la caduta di questo illustre casato, e di cui sono stati pubblicati quattro volumi editi in Italia da Mondadori che sono: I Borgia vol. 1 - La conquista del papato (2004), I Borgia vol. 2 - Il potere e l'incesto (2006), I Borgia vol. 3: Le fiamme del rogo (2009) e I Borgia vol. 4: Tutto è Vanità (2010).
Nel 2006, con il fumetto Quarantasei, Manara torna al semplice fumetto di evasione in una storia che ha come suo protagonista Valentino Rossi, che qui collabora anche al soggetto della storia. Si tratta di un'opera in cui l'erotismo tipico dell'autore è molto soft (relegato più che altro nelle fattezze delle belle protagoniste) e la trama rappresenta una sorta di avventura vagamente fantasportiva che giostra intorno all'asso dello sport rappresentato da Valentino Rossi. La colorazione dell'opera, non effettuata da Manara, è insolita per le opere dell'autore e ricorre in modo massiccio agli effetti della colorazione digitale.
Nel 2008 realizza uno spot pubblicitario per la marca di materassi Permaflex.
Alla fine del 2009 Marvel Italia – Panini Comics pubblica X-Men – Ragazze in fuga disegnato da Manara e scritto da Chris Claremont, incentrato sulle protagoniste femminili degli X-Men.

### Anni duemiladieci
Nel 2011 una sua tavola è stata pubblicata sul giornale il Fatto Quotidiano, in cui è raffigurato il defunto Papa Wojtyla circondato da angeli di sesso femminile in pose provocanti e perlopiù svestite, ciò ha portato grande indignazione da parte della Chiesa cattolica. Lo stesso anno, il 18 dicembre, il programma di approfondimento Terra! dedica a lui la sua storia.
Oltre che per il suo lavoro di fumettista Manara merita di essere ricordato per il suo lavoro di illustratore ed infatti la mole smisurata della sua produzione è arricchita dal vastissimo numero di disegni, illustrazioni, locandine cinematografiche (alcune per Fellini), illustrazioni per racconti e romanzi (anche per una raccolta di racconti scritti dal regista Pedro Almodóvar) e dai suoi eccezionali portfolio, alcuni tratti dalle sue opere (come Il gioco o Tutto ricominciò un'estate indiana) altri riguardanti temi più generali e talvolta socialmente impegnati.
Nel 2015 pubblica Caravaggio, la tavolozza e la spada, una grandiosa biografia del Caravaggio. L’opera inedita, pubblicata da Panini Comics nella collana Panini 9L, è articolata in due volumi e due formati differenti, Regular e Artist Edition.
Nel 28 settembre 2017 a Saint Tropez, la statua disegnata dal Milo Manara di Brigitte Bardot che sarà inaugurata a Saint Tropez all'inizio di giugno. L’opera, dal titolo “Monumento a Brigitte Bardot” è stata creata sul modello disegnato da Manara.
Nel 2019 è l'autore del drappellone del Palio di Siena del 16 agosto.
Nel 2020, durante le prime fasi della pandemia COVID-19, pubblica una serie di tavole a colori in omaggio alle categorie di lavoratrici e lavoratori più impegnate nel fronteggiare l'emergenza socio-sanitaria. Tavole il cui ricavato sarà devoluto a favore di alcuni Ospedali delle città di Milano, Napoli e Padova.

### Anni duemilaventi
In occasione del 18 novembre 2024, 237º anniversario della fondazione della Scuola militare Nunziatella di Napoli, ha realizzato un'opera in serie limitata a 237 copie, nella quale ha ritratto un allievo ed un'allieva della Scuola in posa davanti al portone della stessa; con un orologio che segna il passare del tempo.

## Manara e Fellini

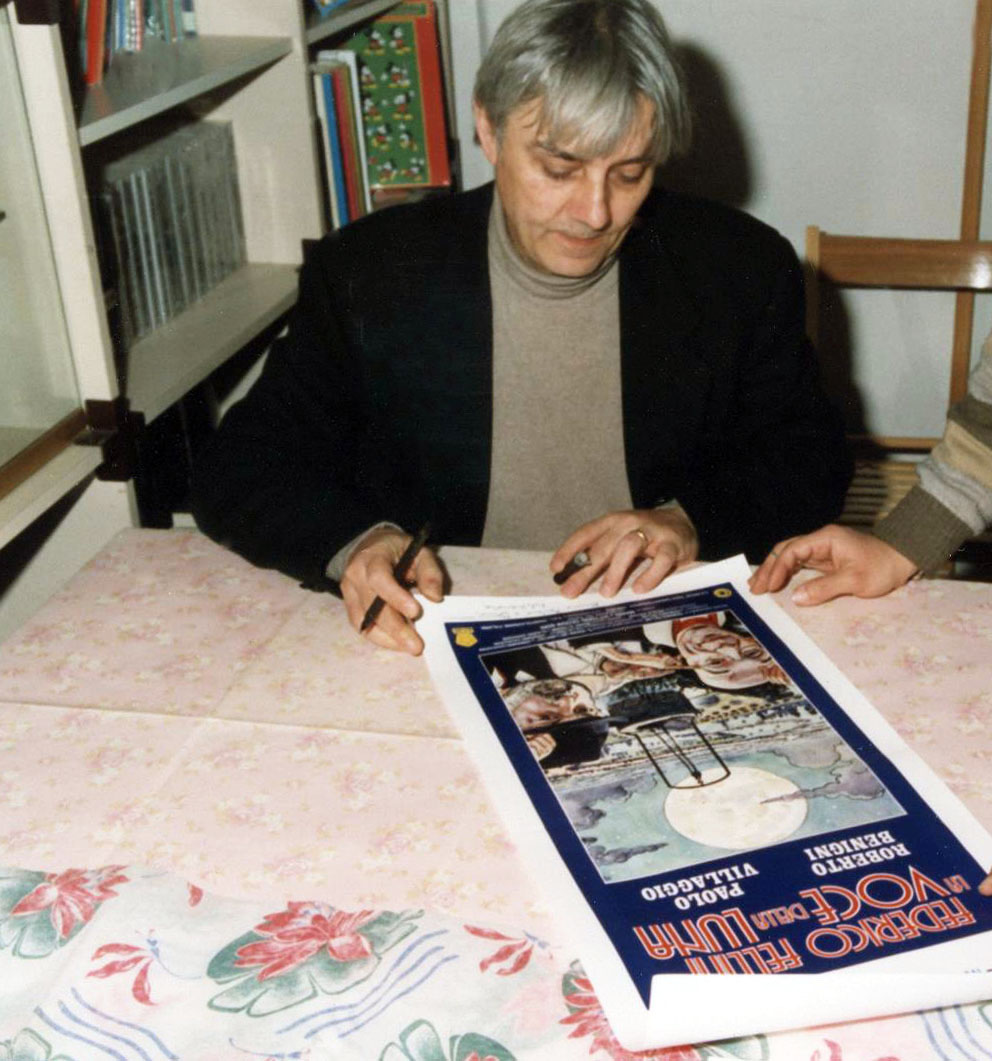
Manara autografa la locandina de La voce della luna (1990)

Manara conobbe Fellini nel 1983, con il tramite del giornalista televisivo Vincenzo Mollica, esperto di fumetti e critico cinematografico. Nacque quasi subito una sincera amicizia inizialmente disinteressata a qualsiasi forma di collaborazione artistica. Solo nel 1986 Manara illustrò la sceneggiatura di Fellini Viaggio a Tulum, pubblicata, nel mese di maggio, sulla terza pagina del Corriere della Sera. Da questa sceneggiatura nacque il fumetto Viaggio a Tulum, pubblicato sulla rivista Corto Maltese. Nel 1992 Il Grifo pubblicò la prima parte della seconda collaborazione fumettistica fra i due: Il viaggio di G. Mastorna, detto Fernet. Quando usci il fumetto per errore nell'ultima tavola comparve la parola "fine", mai utilizzata da Fellini in nessuno dei suoi film, perché il regista non voleva porre una conclusione all'illusione del cinematografo.
Fellini interpretò quella parola "fine" come un segno del destino e pose fine alla realizzazione delle altre due parti, di cui doveva essere composto il fumetto (ci rimangono solo monche sceneggiature e sparuti bozzetti). Manara disegnò anche il manifesto del film Intervista e de La voce della Luna, l'ultimo film di Fellini. Numerose e sparse nel tempo risultano le illustrazioni di Manara ispirate dal maestro del cinema (molte pubblicate su Il Grifo). La storia di Fellini disegnatore e della sua collaborazione con Milo Manara è stata dettagliata, nel 2010, nel testo Approdo a Tulum; le Neverland a fumetti di Fellini e Manara di Tripodi e Dalla Gassa, edito da Studio LT2, e, nel 2011, ripresa in Fellini e Manara. Tra mistero, esoterismo ed erotismo di Laura Maggiore, edito da Navarra Editore.

## Opere
- Saga di Giuseppe Bergman:
  - 1978: H.P. e Giuseppe Bergman
  - 1980: Un autore in cerca di sei personaggi
  - 1982: Dies Irae (Le avventure africane di Giuseppe Bergman)
  - 1988: Sognare forse... (Le avventure orientali di Giuseppe Bergman)
  - 1999: A riveder le stelle (Le avventure metropolitane di Giuseppe Bergman)
  - 2004: L'odissea di Bergman
- 1981: Quattro dita (anche noto come L'uomo di carta) (pubblicato in Italia sulla rivista Pilot)
- Saga de Il gioco
  - 1982: Il gioco (da quest'opera è stato tratto il film francese Le déclic)
  - 1991: Il gioco 2
  - 1994: Il gioco 3
  - 2001: Il gioco 4
- 1982: Acherontia Atropos
- 1982: L'ultimo tragico giorno di Gori Bau e Callipigia Sister
- 1985: «CHARLIE» ovvero «Il diario di Sandra F.»
- 1985: Il profumo dell'invisibile (da quest'opera è stato tratto il film d'animazione Le Parfum de l'Invisible)
- 1988: Candid Camera
- 1996: Gulliveriana
- 1997: Appuntamento fatale (anche noto come Ballata in si bemolle)
- 1998: Il gioco del Kamasutra
- 1999: L'asino d'oro
- 2000: Rivoluzione
- 2000: Tre ragazze nella rete
- 2002: Fuga da Piranesi
- 2006: Quarantasei (con Valentino Rossi)
- 2015: Caravaggio - La tavolozza e la spada
- 2019: Caravaggio - La grazia

### Lavori su soggetto/sceneggiatura di altri autori
- 1969-1970: Genius (testi di Furio Viano, Mario Gomboli, Nino Cannata e Remo Pizzardi)
- 1970-1974: Jolanda de Almaviva (scritto da Roberto Renzi, Gaburro e Gramegna)
- 1974-77: Il fumetto della realtà (scritto da Andrea Mantelli, Franco Frescura e Mino Milani, sul settimanale Corriere dei ragazzi)
- 1975: Un fascio di bombe (scritto da Alfredo Castelli e Mario Gomboli)
- 1975: Quella notte del 1580 (scritto da Mino Milani)
- 1975-76: La parola alla giuria. Processo a... (scritto da Mino Milani)
- 1976-77: Lo scimmiotto (scritto da Silverio Pisu, sul periodico Alterlinus)
- 1977: Alessio, il borghese rivoluzionario (scritto da Silverio Pisu, sul periodico alteralter)
- 1977: Chris Lean (scritto da Raffaele D'Argenzio)
- 1977: Volere e Potere (scritto da Graziano Origa, sul periodico Contro n. 10)
- 1978: L'uomo delle nevi (scritto da Alfredo Castelli, all'interno della collana Un uomo, un'avventura)
- 1978-2004: Storia d'Italia a fumetti (scritto da Enzo Biagi, Manara illustra solo alcuni episodi)
- 1983: Tutto ricominciò con un'estate indiana (scritto da Hugo Pratt)
- 1986: Viaggio a Tulum (scritto da Federico Fellini)
- 1992-1995: El Gaucho (scritto da Hugo Pratt)
- 1992: Il viaggio di G. Mastorna, detto Fernet (scritto da Federico Fellini, tratto dalla sceneggiatura de Il viaggio di G. Mastorna, film mai realizzato di Fellini)
- 2003: The Sandman: Endless Nights: Desiderio (scritto da Neil Gaiman)
- 2006-2010: I Borgia (sceneggiatura da Alejandro Jodorowsky)
- 2007: Gli occhi di Pandora (scritto da Vincenzo Cerami)
- 2009: X-Men: Ragazze in fuga (scritto da Chris Claremont)
- 2019: Adrian (scritto da Adriano Celentano) - character design
- 2023: Il nome della rosa (soggetto di Umberto Eco)

## Riconoscimenti
- Premio Yellow Kid al Salone Internazionale dei Comics (1978)
- Alfred per il miglior fumetto straniero al Festival d'Angoulême del 1987 per Tutto ricominciò con un'estate indiana